# Luzhani
Luzhani (en ucraniano: Лужани, romanizado: Luzhany) es un pueblo ucraniano perteneciente al óblast de Chernivtsí. Situado en el oeste del país, es parte del raión de Chernivtsí y centro del municipio (hromada) homónimo.

## Toponimia
En todos los idiomas de importancia local, la ciudad se conoce con el nombre de Luzhani (en ruso: Лужаны; en rumano: Lujeni; en yidis: לוזשאן‎; en alemán: Luzan). 

## Geografía
Luzhani se encuentra a orillas del río Prut, 13 km al noroeste de Chernivtsí, en la región histórica de Bucovina. 

## Historia
Mencionado por primera vez en una escritura de 1452, cuando el boyardo Feodor Vitold compró la finca que hoy comprende al pueblo y comenzó la construcción de la iglesia, Luzhani perteneció al principado de Moldavia hasta 1774/75.
Después de que Bucovina fuera ocupada por el Imperio austríaco en 1774 hacia el final de la guerra ruso-turca (1768-1774), esto se confirmó en el tratado de Küçük Kaynarca en 1775, oficialmente como agradecimiento por los “servicios de mediación” de Austria entre los oponentes de la guerra. Como resultado, Krasna Ilski pasó a formar parte de Austria, primero en el reino de Galitzia y Lodomeria, y desde 1849 en la recién fundada tierra de la corona del ducado de Bucovina. En 1866 el lugar recibió una conexión ferroviaria en la línea Lemberg-Czernowitz del ferrocarril Lemberg-Czernowitz-Jassy y el 12 de julio de 1898 se inauguró el ferrocarril local Luzan-Zaleszczyki, que tenía su punto final aquí. Esto benefició enormemente al desarrollo económico: se construyeron nuevas tiendas y casas alrededor de la estación de tren y también se abrió una fábrica de azúcar. Durante este tiempo, también judíos y alemanes se establecieron en el pueblo habitado por ucranianos.
En la estación de trenes de Luzhani, tuvo lugar en 1918 una batalla entre ucranianos de la República Popular Ucraniana Occidental y unidades de la 8.ª división rumana. Después de que Bucovina fuera anexionada al reino de Rumania el 27 de noviembre de 1918, el lugar perteneció al distrito de Chernivtsí.
Como resultado de la anexión de Bucovina del Norte el 28 de junio de 1940, posible gracias al pacto Ribbentrop-Mólotov, Luzhani pasó a formar parte de la RSS de Ucrania de la Unión Soviética. Volvió a formar parte de Rumanía tras la invasión germano-rumana entre 1941 y 1944, durante la Segunda Guerra Mundial. 
En 1968, Luzhani fue elevado a asentamiento de tipo urbano.
Hasta el 18 de julio de 2020, Luzhani formó parte del raión de Kitsman. El raión fue abolido en julio de 2020 como parte de la reforma administrativa de Ucrania, que redujo el número de raiones del óblast de Chernivtsí a tres. El raión de Kitsman se fusionó con el raión de Chernivtsí.En 2023, Luzhani perdió el estatus de asentamiento de tipo urbano debido a la eliminación de este estatus administrativo.

## Demografía
La evolución de la población de Luzhani entre 1930 y 2022 fue la siguiente:
| 3592                                                          | 5555 | 6448 | 3871 | 4850 | 4744 | 4787 | 4781 |
| (Fuente: Cities & Towns of Ukraine y UKRAINE: Größere Städte) |      |      |      |      |      |      |      |

Según el censo de 2001, el 92% de la población son ucranianos, el 6,4% son rusos y el resto de minorías son principalmente rumanos (0,8%). En cuanto al idioma, la lengua materna de la mayoría de los habitantes, el 96,67%, es el ucraniano; del 3,01%, el ruso.
En el censo de 1930, el 74,8% de los habitantes eran rutenos; el 10,41%, judíos; el 8,38%, polacos; el 3,67%, rumanos; y alemanes, el 2%. En cuanto a la religión, el 76,58% de la población eran ortodoxos; el 10,6% eran judíos; el 10,05% eran católicos romanos y el 2%, católicos bizantinos.

## Infraestructura

### Arquitectura, monumentos y lugares de interés
La Iglesia de la Ascensión del Señor es la iglesia más antigua de Bucovina y tiene tres pequeñas torres de madera. Este monumento histórico presenta un interés particular, debido a dos características poco comunes, ilustradas, por un lado, por un borde en el eje longitudinal del ábside, aspecto que determinó la colocación de la ventana del altar hacia el noreste, y por otro lado, la bóveda de medio cilindro, reforzada por arcos dobles en la nave, con el belén mirando hacia la pared.

### Transporte
La carretera regional N10 atraviesa Luzhani y hay una estación de trenes en la línea Stefaneshta-Chernivtsí, suspendida desde 2020. 

## Personas ilustres
- Volodímir Katriuk (1921-2015): soldado y apicultor ucraniano-canadiense, acusado de haber participado en la masacre de Katin durante la Segunda Guerra Mundial.